# エレクトリッククリムゾン
エレクトリッククリムゾン（Electric crimson）とは、フォリーやルディーに近い色で純色の一種。

## 近似色
- フォリー (色)
- ルディー (色)